# Ixora trichocalyx
Ixora trichocalyx är en måreväxtart som beskrevs av Bénédict Pierre Georges Hochreutiner. Ixora trichocalyx ingår i släktet Ixora och familjen måreväxter. Inga underarter finns listade i Catalogue of Life.